# La victoire en chantant
La victoire en chantant (Noirs et Blancs en couleur para la reedición de 1977 y Blanco y negro en color, para paises hispanohablantes) es una película bélica de comedia negra marfileña de 1976 dirigida por Jean-Jacques Annaud en su debut como director. Representa a los colonos franceses en guerra con los alemanes en África Central durante la Primera Guerra Mundial, y se desarrolla en la entonces colonia alemana de Kamerun. La película adopta un fuerte punto de vista antimilitarista y se destaca por ridiculizar al lado francés incluso con más dureza que a sus homólogos alemanes.
El título original en francés son las primeras cuatro palabras (la primera línea) de la canción Le Chant du départ, una canción militar francesa.
Ganó el Premio de la Academia de 1976 a la Mejor Película en Lengua Extranjera; fue presentado a la Académie de Côte d'Ivoire, lo que resultó en el primer y único Oscar de ese país..

## Reparto
- Jean Carmet como El sargento Bosselet
- Jacques Dufilho como Paul Rechampot
- Catherine Rouvel como Marinette
- Jacques Spiesser como Hubert Fresnoy
- Maurice Barrera como Caprice
- Benjamin Memel Atchory

## Recepción
John Simon describió a La victoire en chantant como una "joya absoluta". Roger Ebert le dio a La victoire en chantant tres de las cuatro estrellas posibles escribiendo: "es divertido de ver y señaló en sus comentarios sobre la raza y el colonialismo".